# Seznam hokejistů draftovaných týmem Calgary Flames

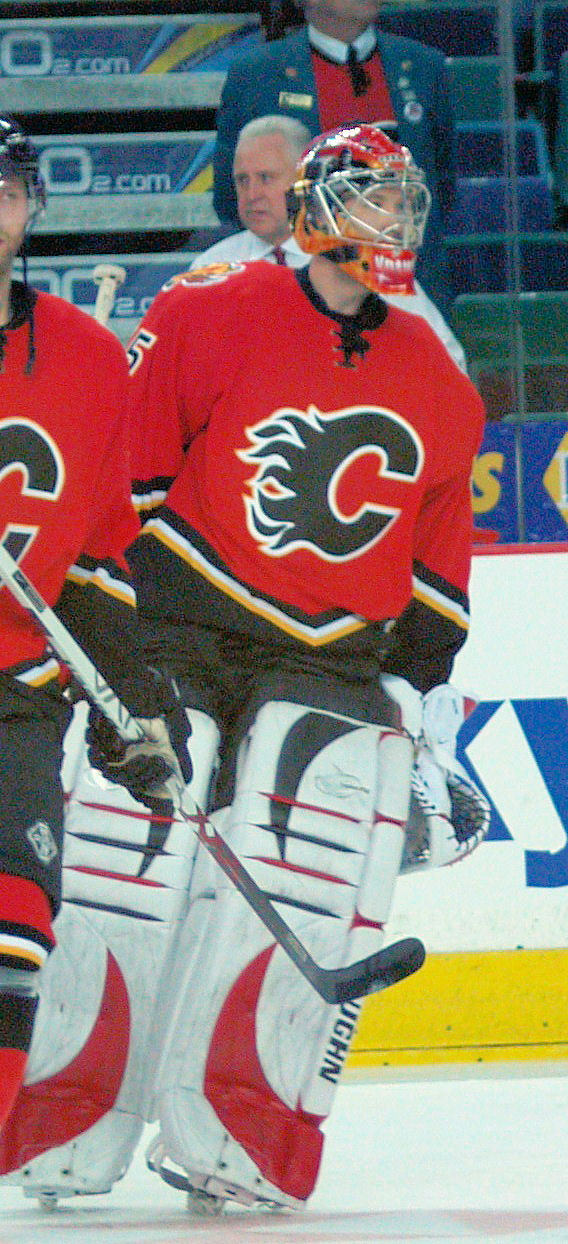
Brent Krahn byl draftován z 9. místa v roce 2000.

Toto je kompletní seznam hokejistů, kteří byli draftováni v NHL do týmu Calgary Flames. To zahrnuje každého hráče, který byl draftován, bez ohledu na to, zda hrál za tým.

## Draft 1. kola

### Historie prvního kola
| † | Hráč který byl vybrán do hokejové síně slávy | Hráč který byl vybrán do hokejové síně slávy | Hráč který byl vybrán do hokejové síně slávy |
| * | Draftován z 1. místa                         | Draftován z 1. místa                         | Draftován z 1. místa                         |
| ≠ | Hráč který neodehrál žádný zápas v NHL       | Hráč který neodehrál žádný zápas v NHL       | Hráč který neodehrál žádný zápas v NHL       |

| Rok  | Místo | Hráč             | Pozice       | Stát      | Předchozí tým (liga)             |
| ---- | ----- | ---------------- | ------------ | --------- | -------------------------------- |
| 1980 | 13    | Denis Cyr        | Pravé křídlo | Kanada    | Montreal Juniors (QMJHL)         |
| 1981 | 15    | Al MacInnis†     | Obránce      | Kanada    | Kitchener Rangers (OHL)          |
| 1982 | Nikdo | Nikdo            | Nikdo        | Nikdo     | Nikdo                            |
| 1983 | 13    | Dan Quinn        | Centr        | Kanada    | Belleville Bulls (OHL)           |
| 1984 | 12    | Gary Roberts     | Levé křídlo  | Kanada    | Ottawa 67's (OHL)                |
| 1985 | 17    | Chris Biotti≠    | Obránce      | USA       | Belmont Hill H.S. (Mass.)        |
| 1986 | 16    | George Pelawa≠   | Pravé křídlo | USA       | Bemidji H.S. (Minn.)             |
| 1987 | 19    | Bryan Deasley≠   | Levé křídlo  | Kanada    | U. of Michigan (CCHA)            |
| 1988 | 21    | Jason Muzzatti   | Brankář      | Kanada    | Michigan State University (CCHA) |
| 1989 | Nikdo | Nikdo            | Nikdo        | Nikdo     | Nikdo                            |
| 1990 | 11    | Trevor Kidd      | Brankář      | Kanada    | Brandon Wheat Kings (WHL)        |
| 1991 | 19    | Niklas Sundblad  | Pravé křídlo | Švédsko   | AIK Ishockey (Elitserien)        |
| 1992 | 6     | Cory Stillman    | Centr        | Kanada    | Windsor Spitfires (OHL)          |
| 1993 | 18    | Jesper Mattsson≠ | Pravé křídlo | Švédsko   | Malmö IF (Elitserien)            |
| 1994 | 16    | Chris Dingman    | Levé křídlo  | Kanada    | Brandon Wheat Kings (WHL)        |
| 1995 | 20    | Denis Gauthier   | Centr        | Kanada    | Drummondville Voltigeurs (QMJHL) |
| 1996 | 13    | Derek Morris     | Obránce      | Kanada    | Regina Pats (WHL)                |
| 1997 | 6     | Daniel Tkaczuk   | Centr        | Kanada    | Barrie Colts (OHL)               |
| 1998 | 6     | Rico Fata        | Pravé křídlo | Kanada    | London Knights (OHL)             |
| 1999 | 11    | Oleg Saprykin    | Levé křídlo  | Rusko     | Seattle Thunderbirds (WHL)       |
| 2000 | 9     | Brent Krahn      | Brankář      | Kanada    | Calgary Hitmen (WHL)             |
| 2001 | 14    | Chuck Kobasew    | Pravé křídlo | Kanada    | Boston College (H-East)          |
| 2002 | 10    | Eric Nystrom     | Levé křídlo  | USA       | U. of Michigan (CCHA)            |
| 2003 | 9     | Dion Phaneuf     | Obránce      | Kanada    | Red Deer Rebels (WHL)            |
| 2004 | 24    | Kris Chucko      | Pravé křídlo | Kanada    | Salmon Arm Silverbacks (BCHL)    |
| 2005 | 26    | Matt Pelech      | Obránce      | Kanada    | Sarnia Sting (OHL)               |
| 2006 | 26    | Leland Irving    | Brankář      | Kanada    | Everett Silvertips (WHL)         |
| 2007 | 24    | Mikael Backlund  | Centr        | Švédsko   | Västerås IK (HockeyAllsvenskan)  |
| 2008 | 25    | Greg Nemisz      | Centr        | Kanada    | Windsor Spitfires (OHL)          |
| 2009 | 23    | Tim Erixon       | Obránce      | Švédsko   | Skellefteå AIK (Elitserien)      |
| 2010 | Nikdo | Nikdo            | Nikdo        | Nikdo     | Nikdo                            |
| 2011 | 13    | Sven Bärtschi    | Levé křídlo  | Švýcarsko | Skellefteå AIK (Elitserien)      |
| 2012 | 21    | Mark Jankowski≠  | Levé křídlo  | Kanada    | Stanstead College (CAHS)         |

### Celkový výběr

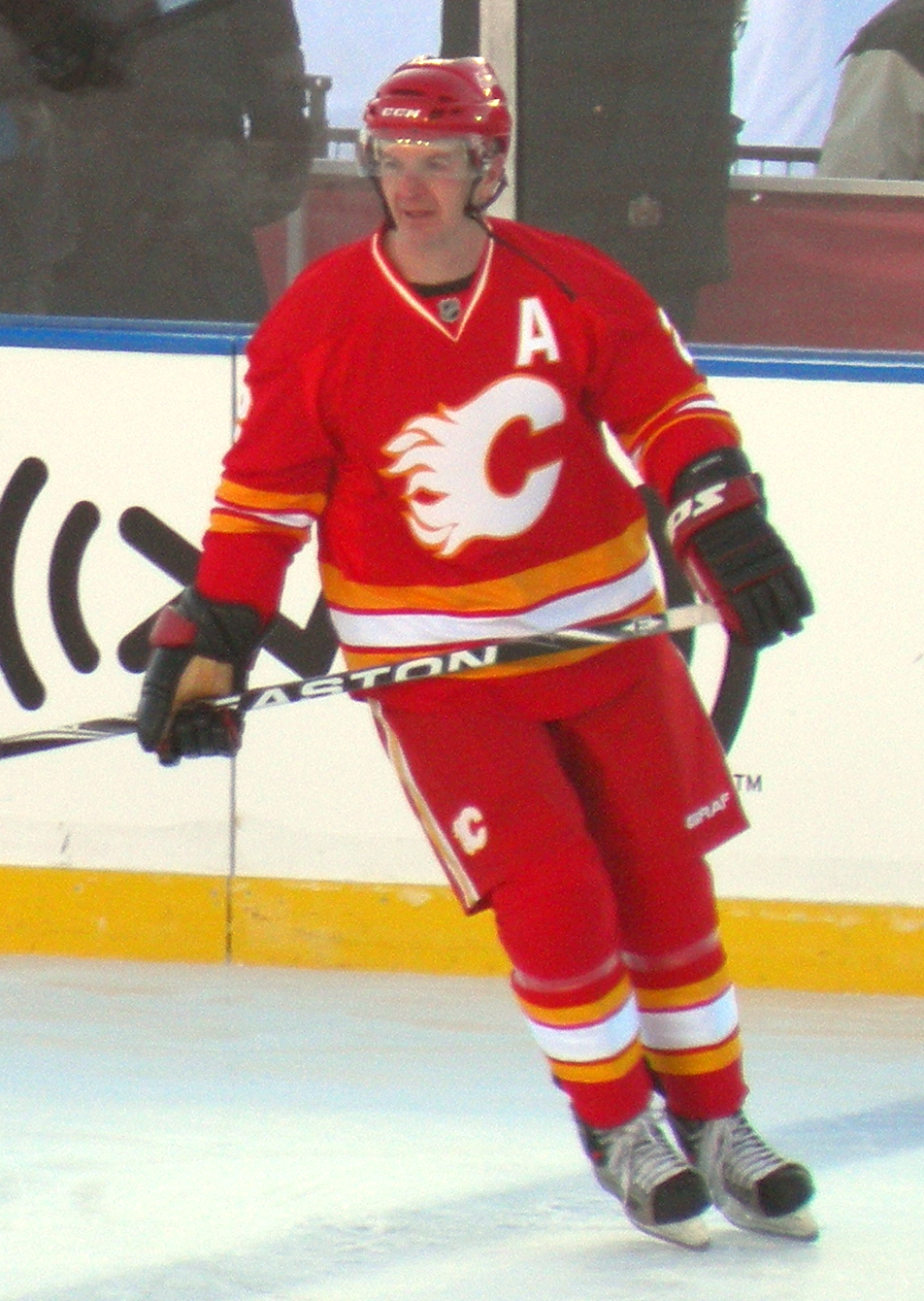
Al MacInnis byl draftován z 15. místa v roce 1981.

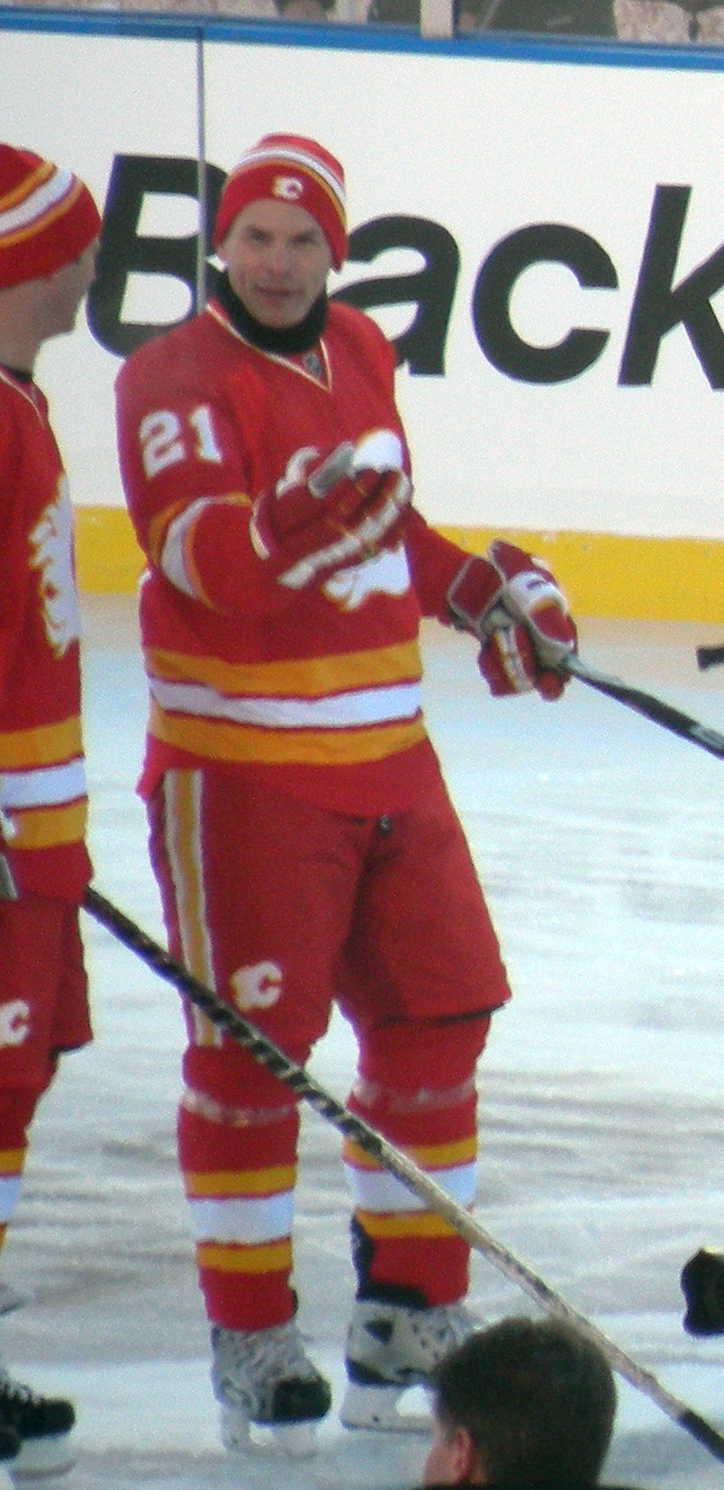
Perry Berezan byl draftován z 55. místa v roce 1983.

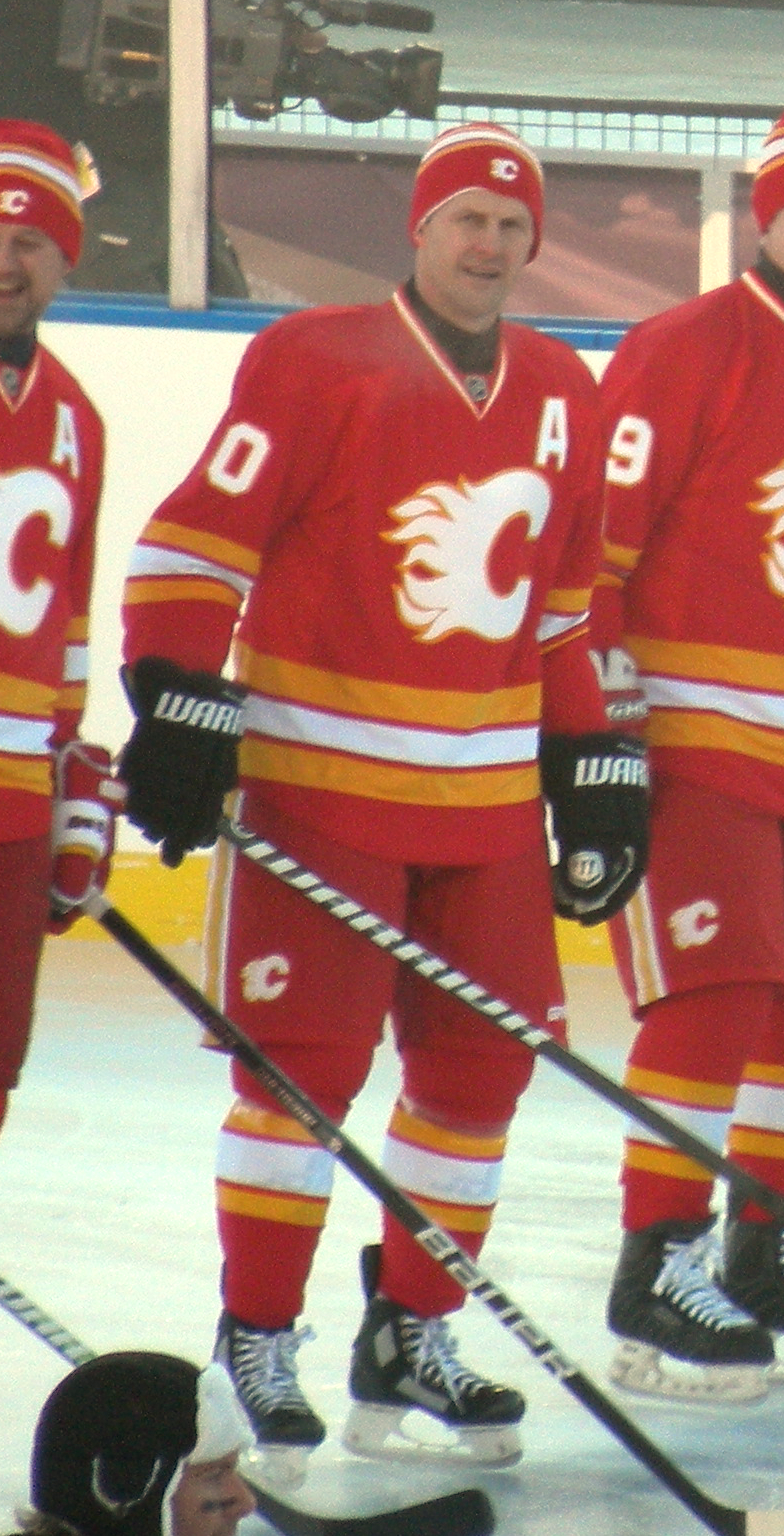
Gary Roberts byl draftován z 12. místa v roce 1984.

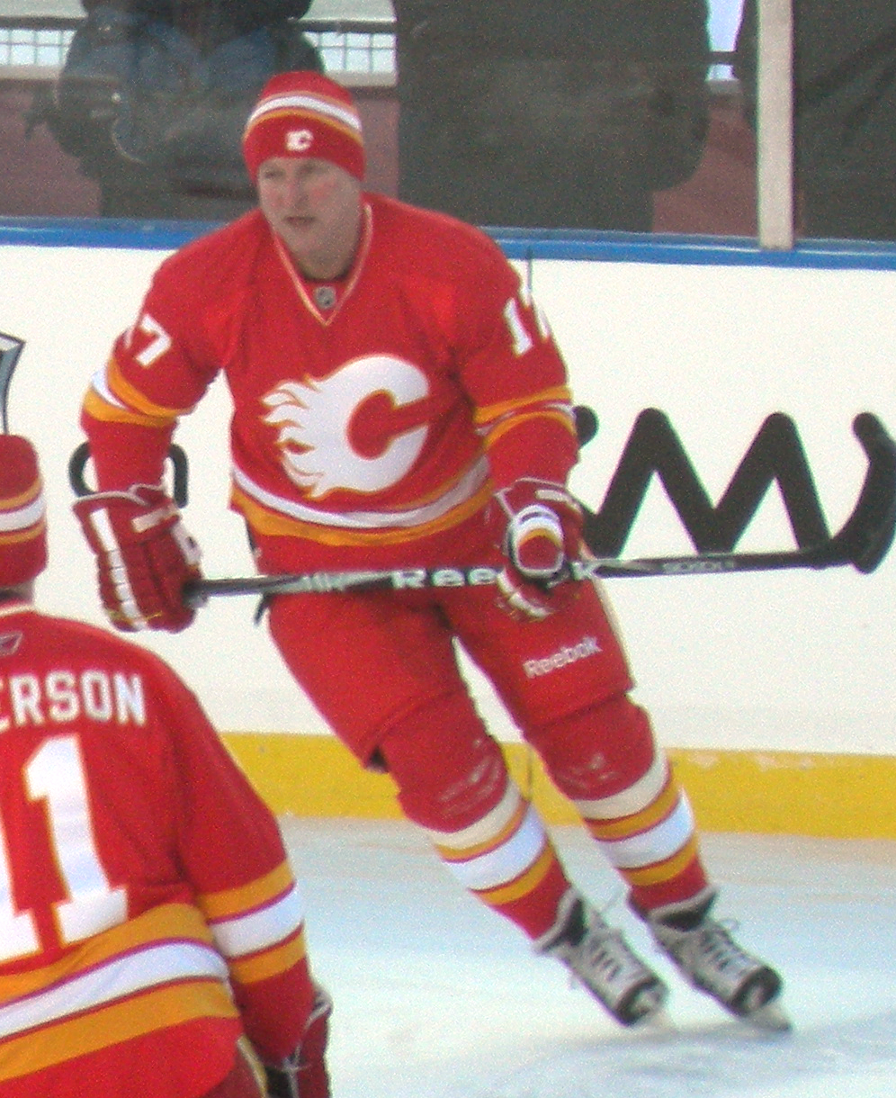
Jiří Hrdina byl draftován ze 159. místa v roce 1984.

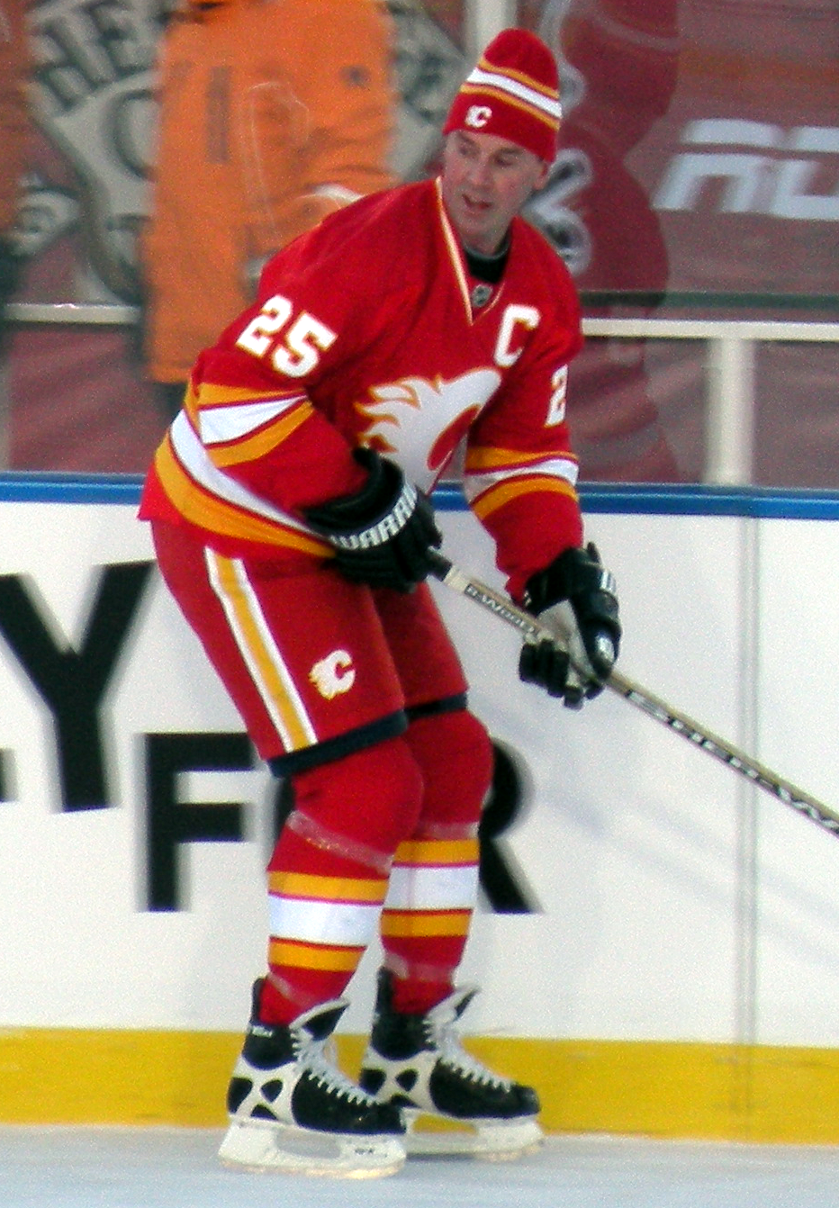
Joe Nieuwendyk byl draftován z 27. místa v roce 1985.

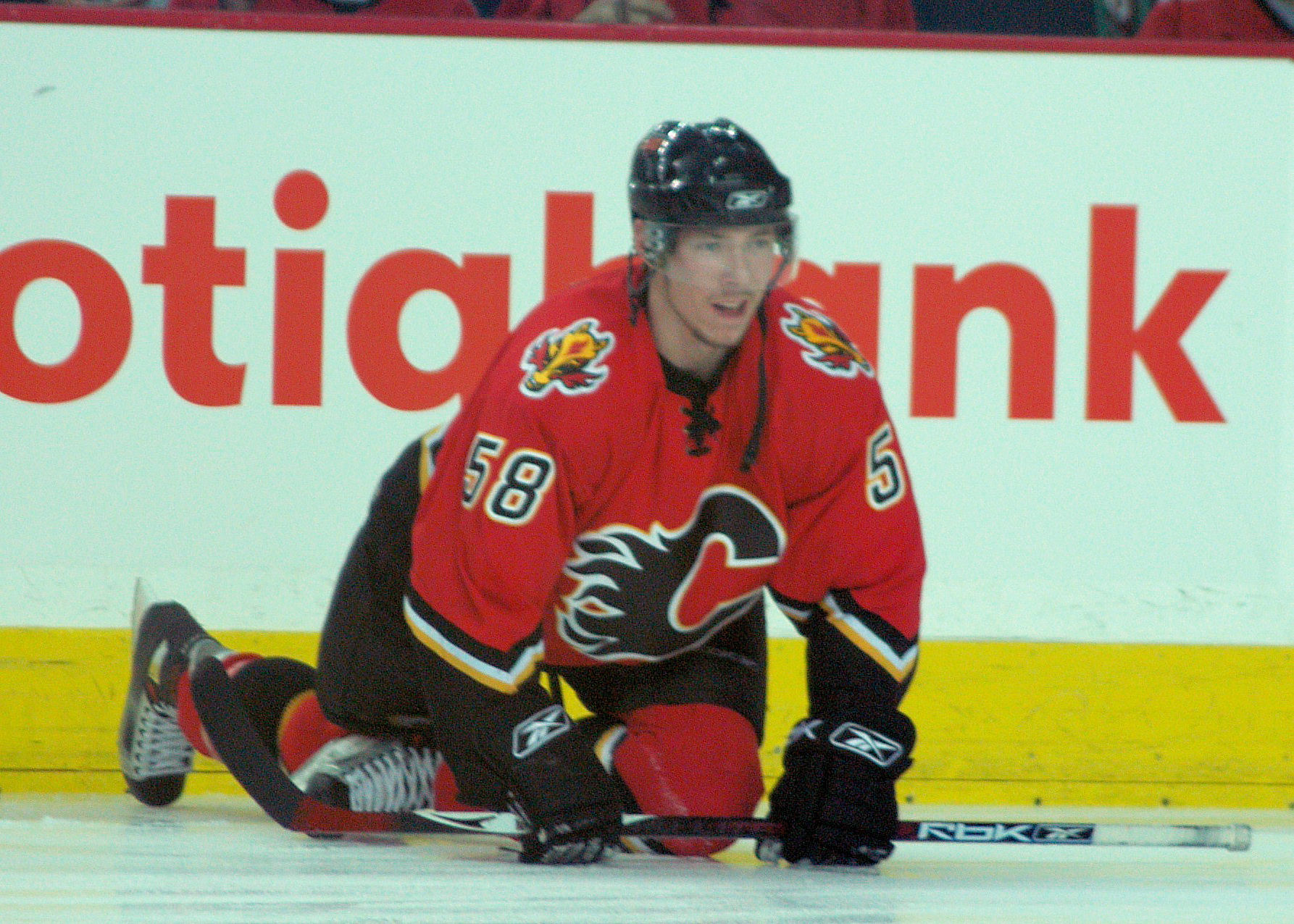
David Moss byl draftován z 220. místa v roce 2001.

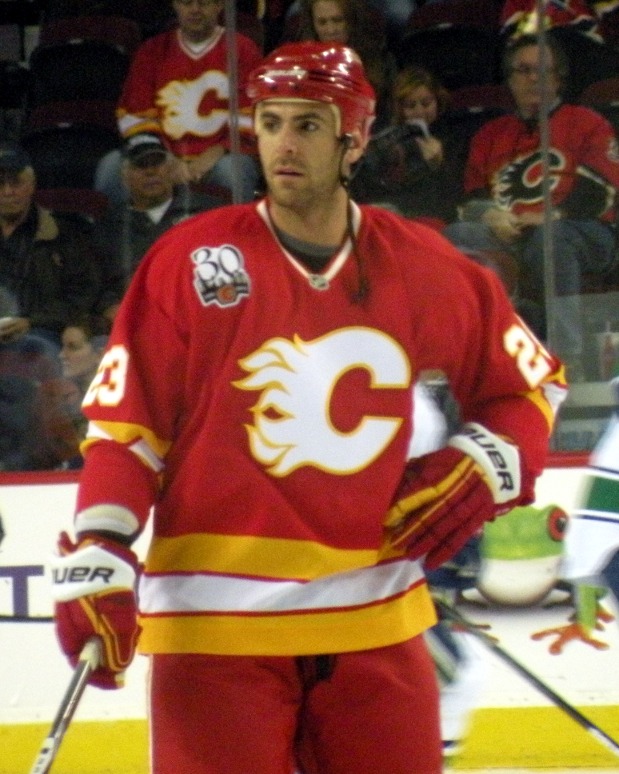
Eric Nystrom byl draftován z 10. místa v roce 2002.

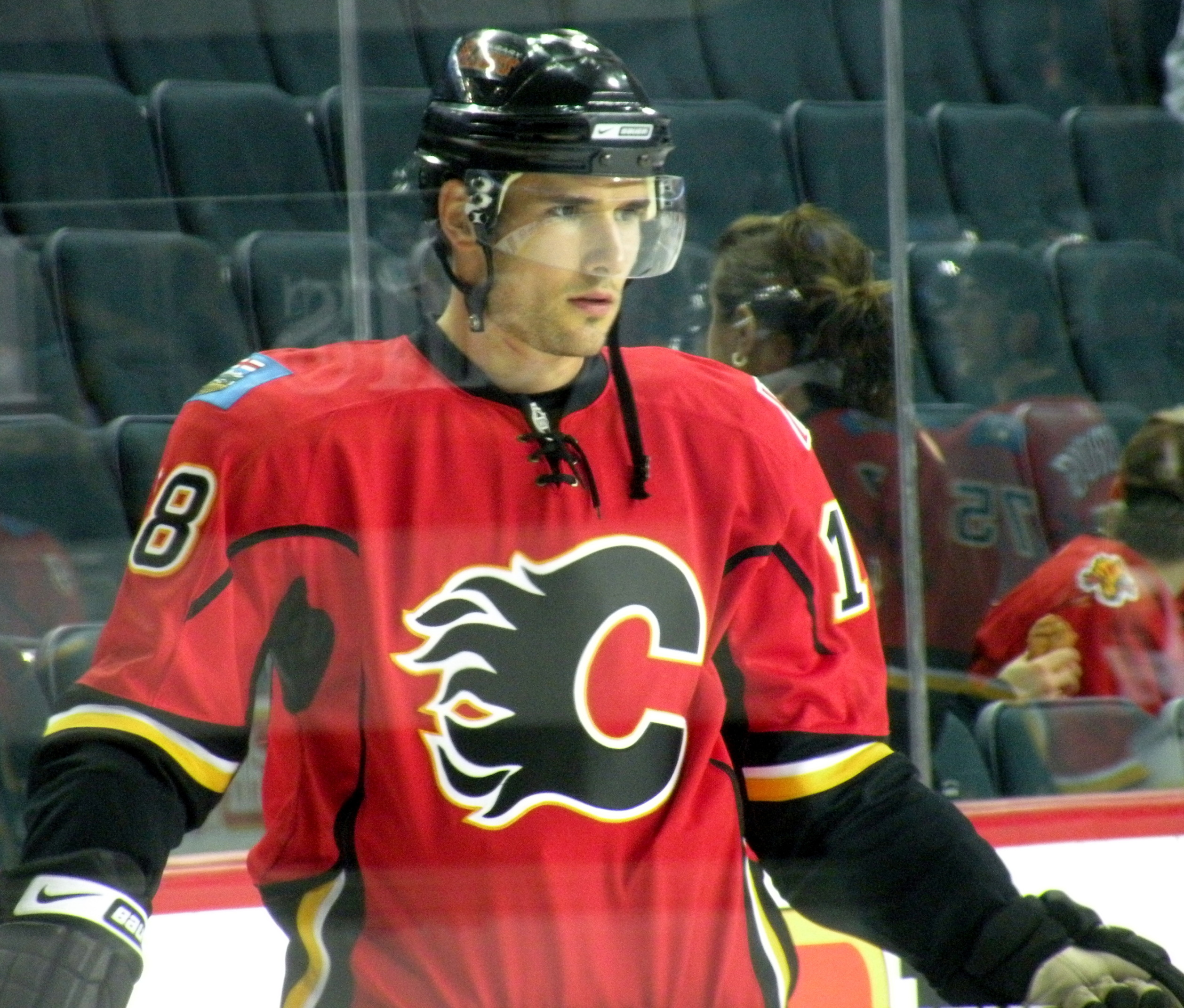
Matthew Lombardi byl draftován z 90. místa v roce 2002.

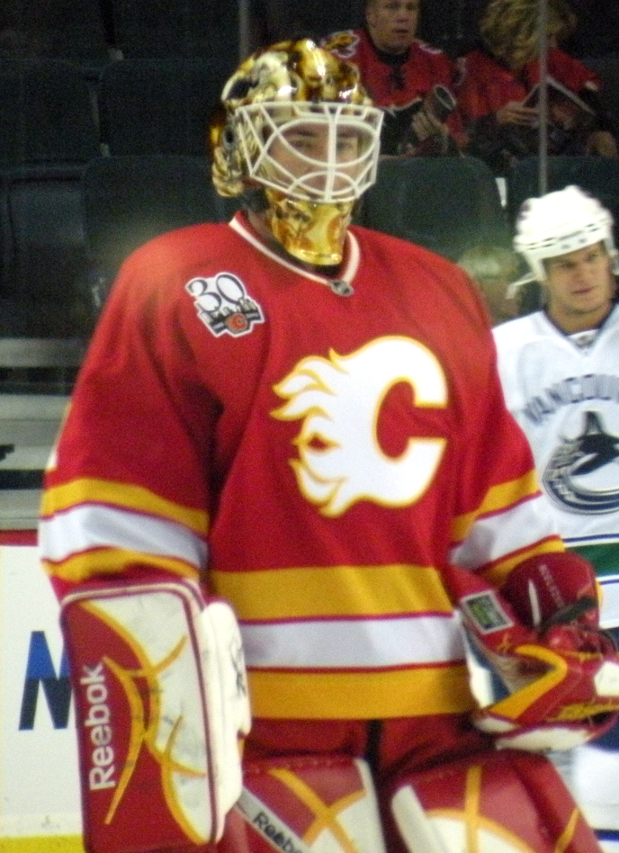
Curtis McElhinney byl draftován ze 176. místa v roce 2002.

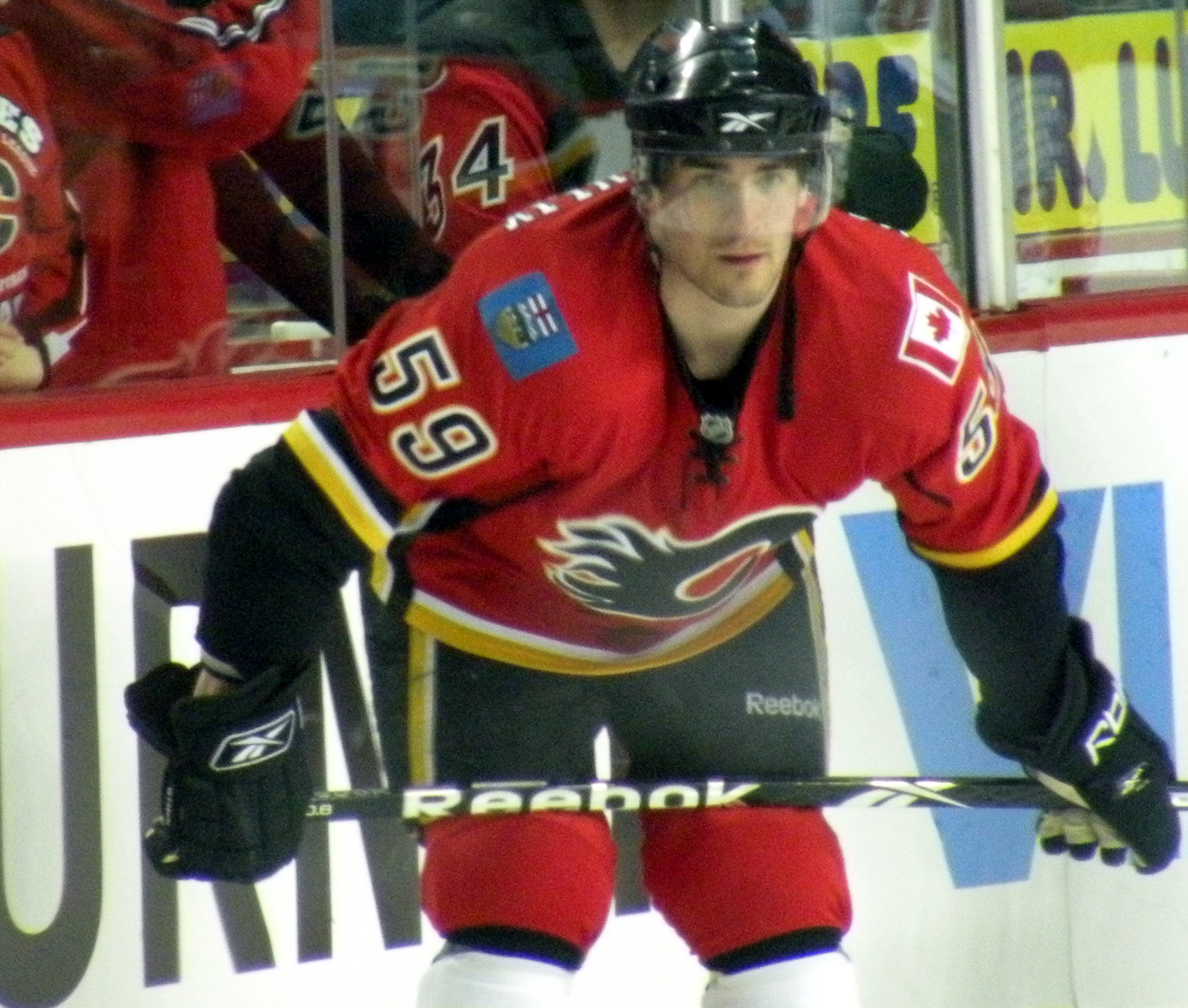
David Van der Gulik byl draftován z 206. místa v roce 2002.

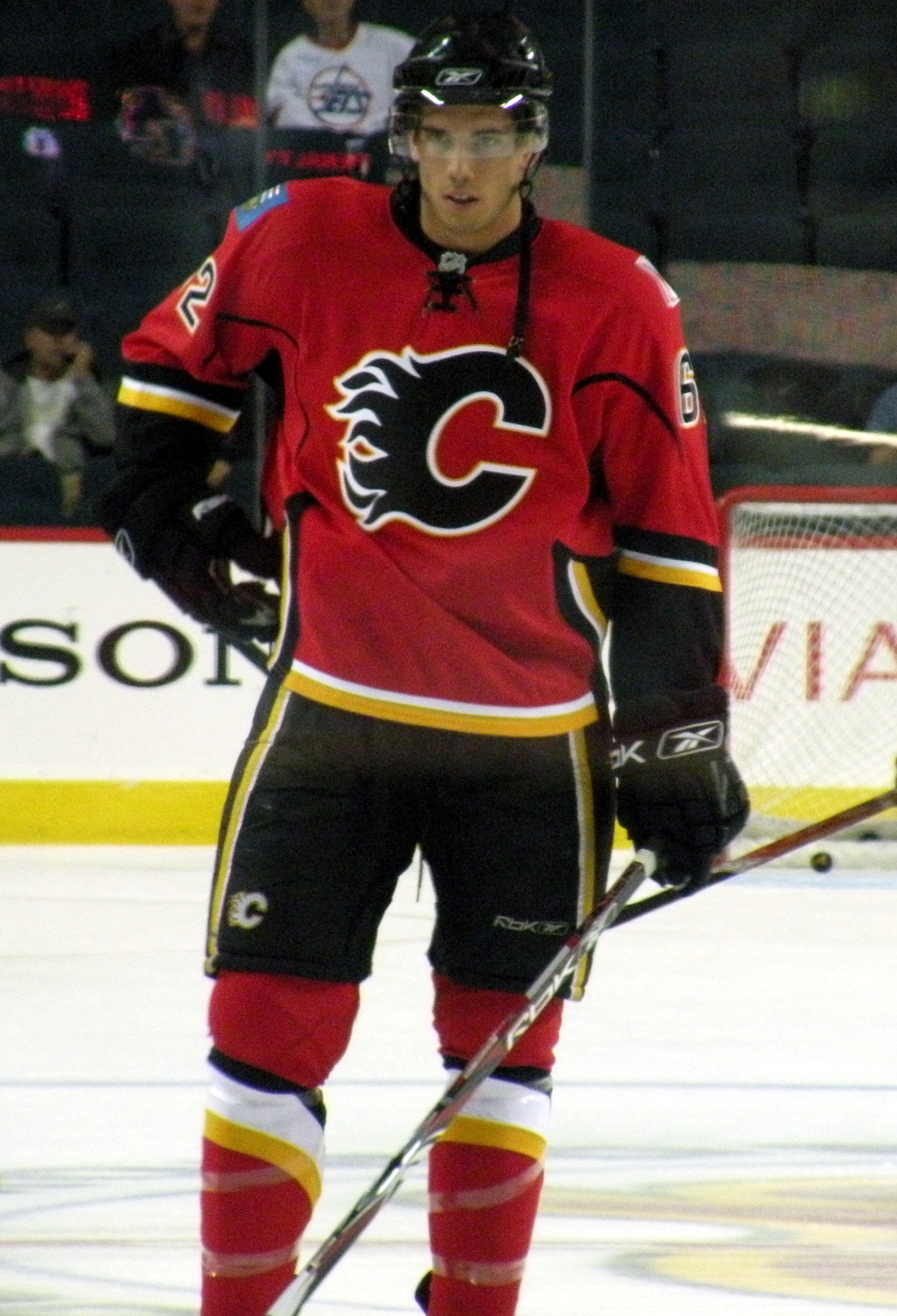
Kris Chucko byl draftován z 24. místa v roce 2004.

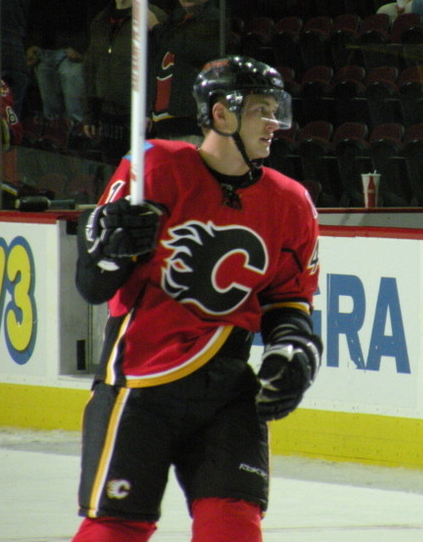
Dustin Boyd byl draftován z 98. místa v roce 2004.

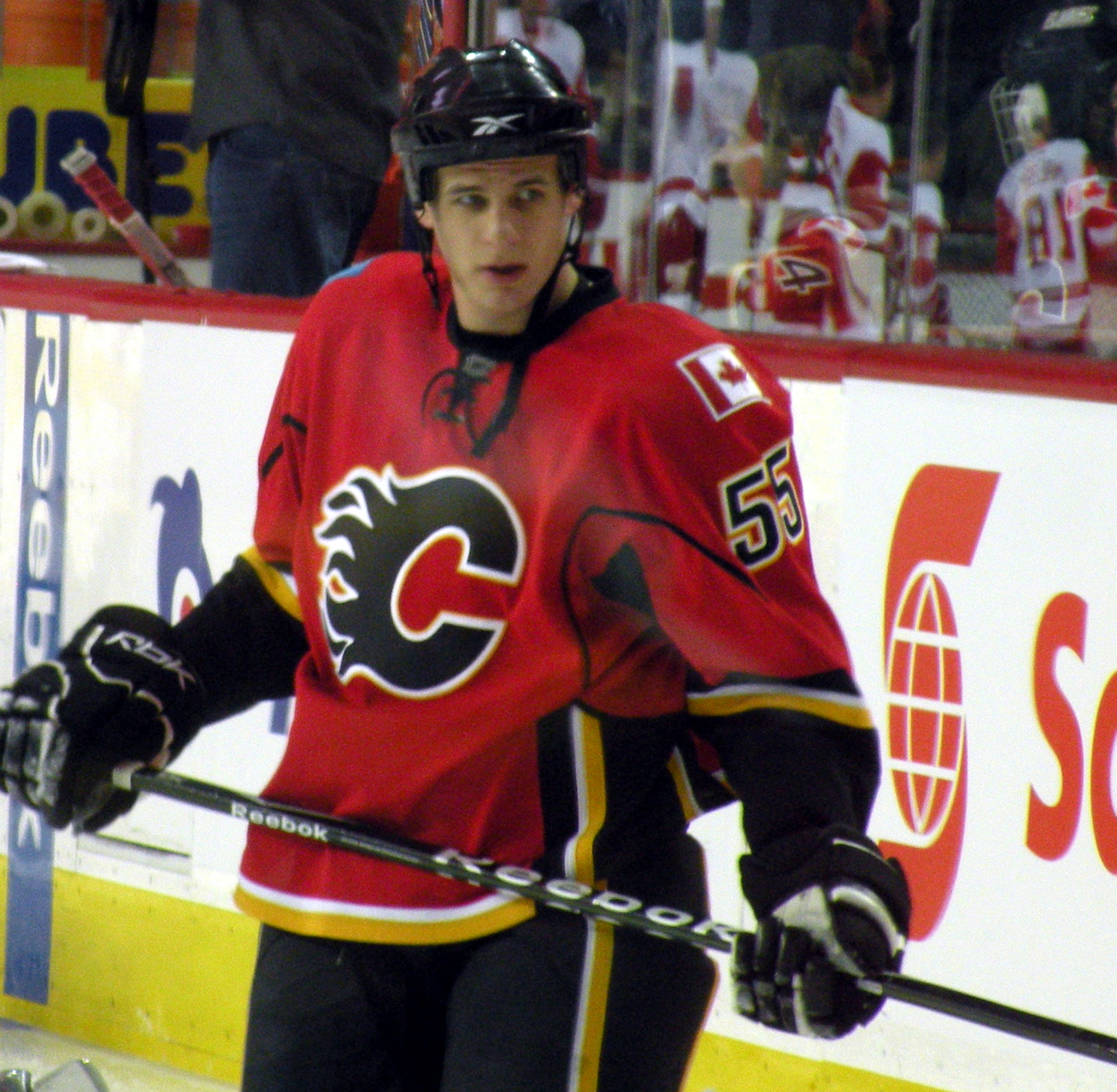
Adam Pardy byl draftován ze 173. místa v roce 2004.

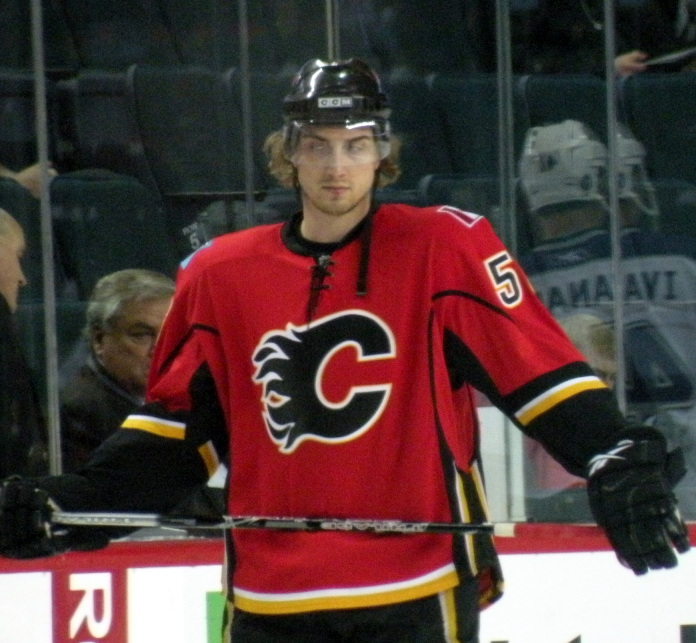
Matt Pelech byl draftován z 26. místa v roce 2005.

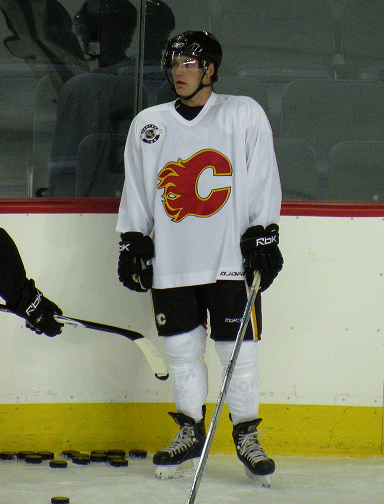
Dan Ryder byl draftován ze 74. místa v roce 2005.

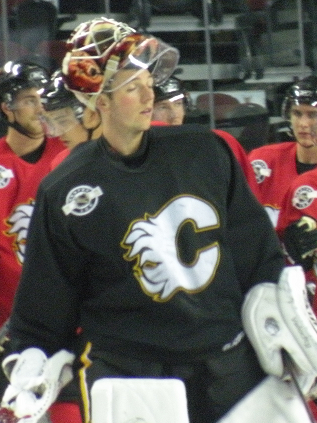
Matt Keetley byl draftován z 158. místa v roce 2005.

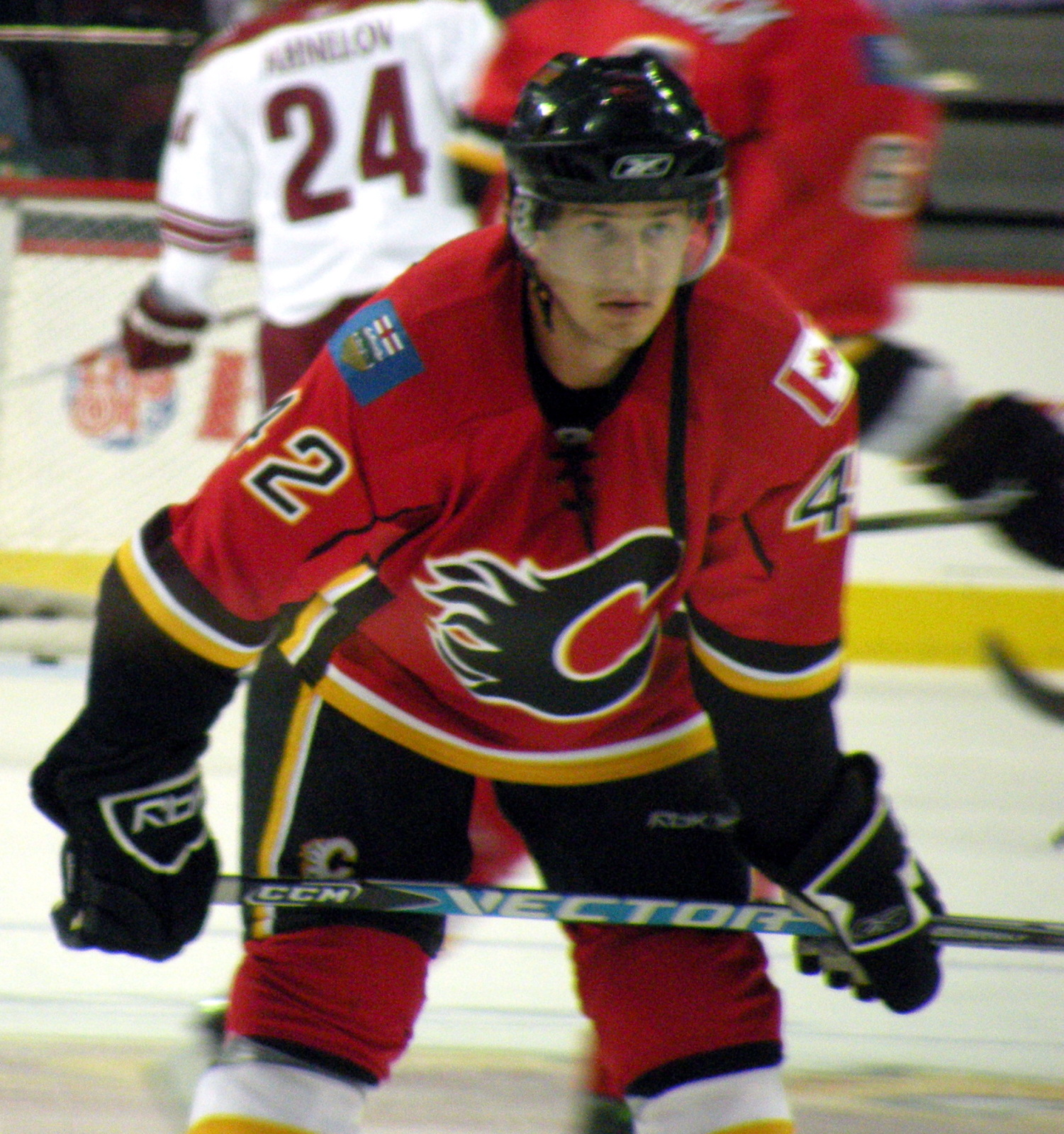
Brett Sutter byl draftován ze 179. místa v roce 2005.

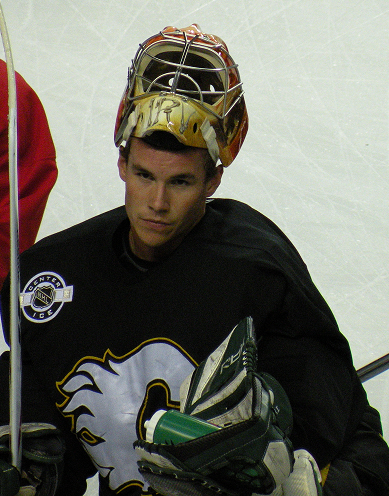
Leland Irving byl draftován z 26. místa v roce 2006.

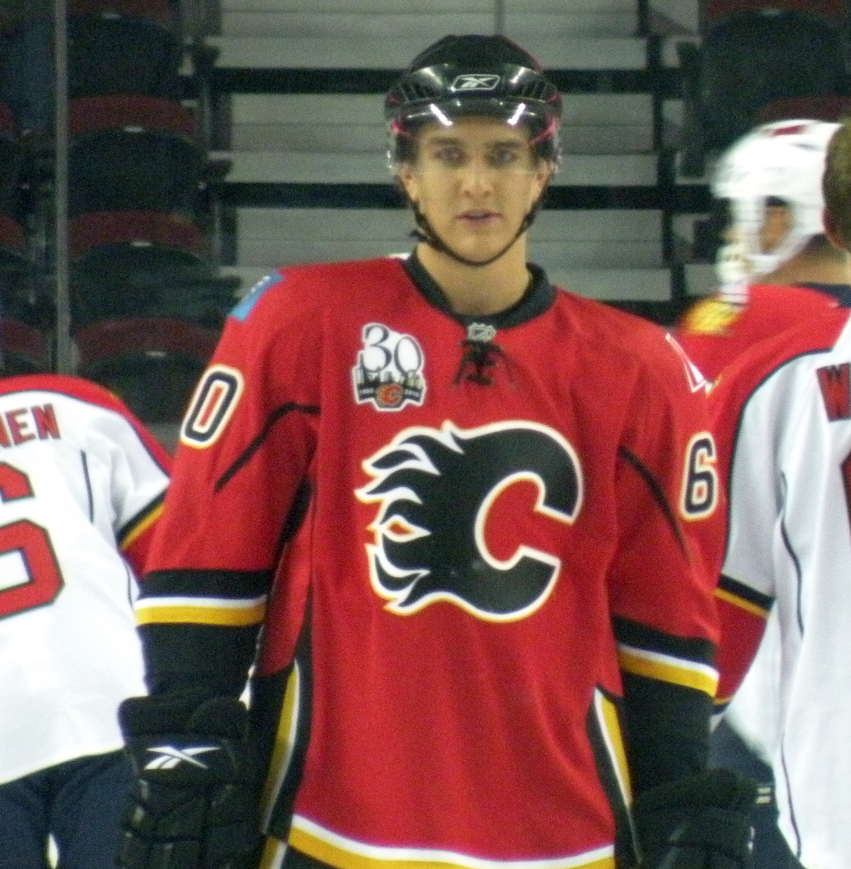
Mikael Backlund byl draftován z 24. místa v roce 2007.

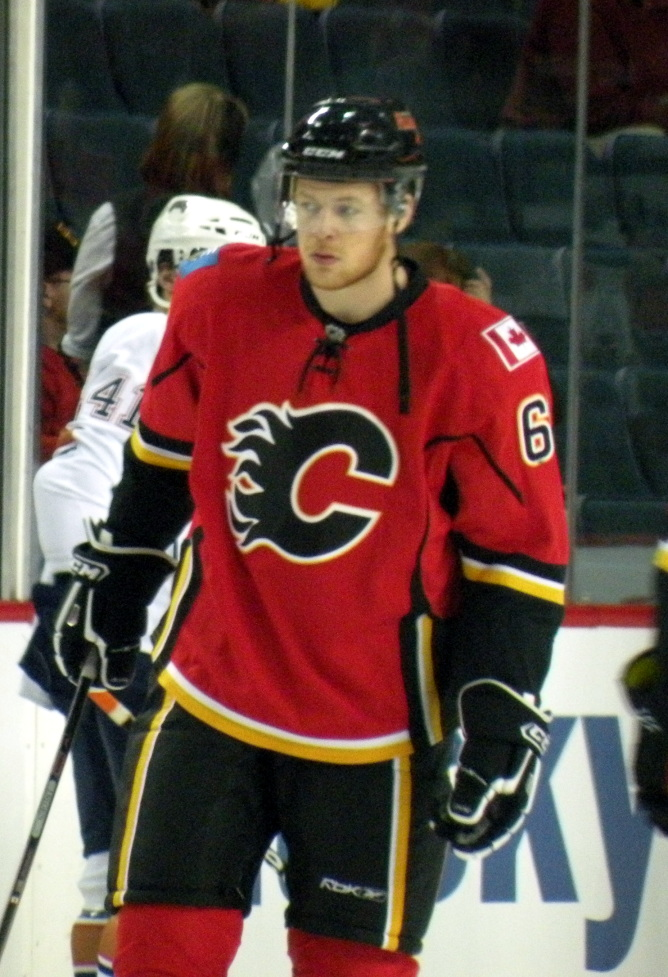
John Negrin byl draftován ze 70. místa v roce 2007.

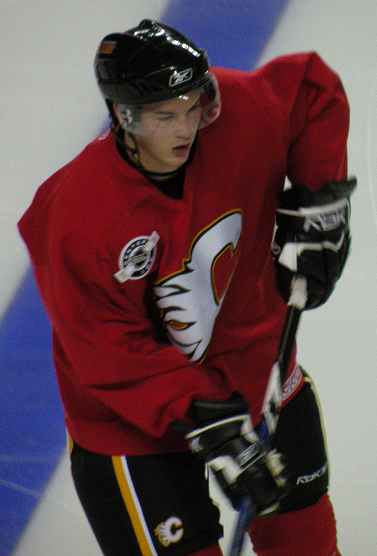
Greg Nemisz byl draftován z 25. místa v roce 2008.

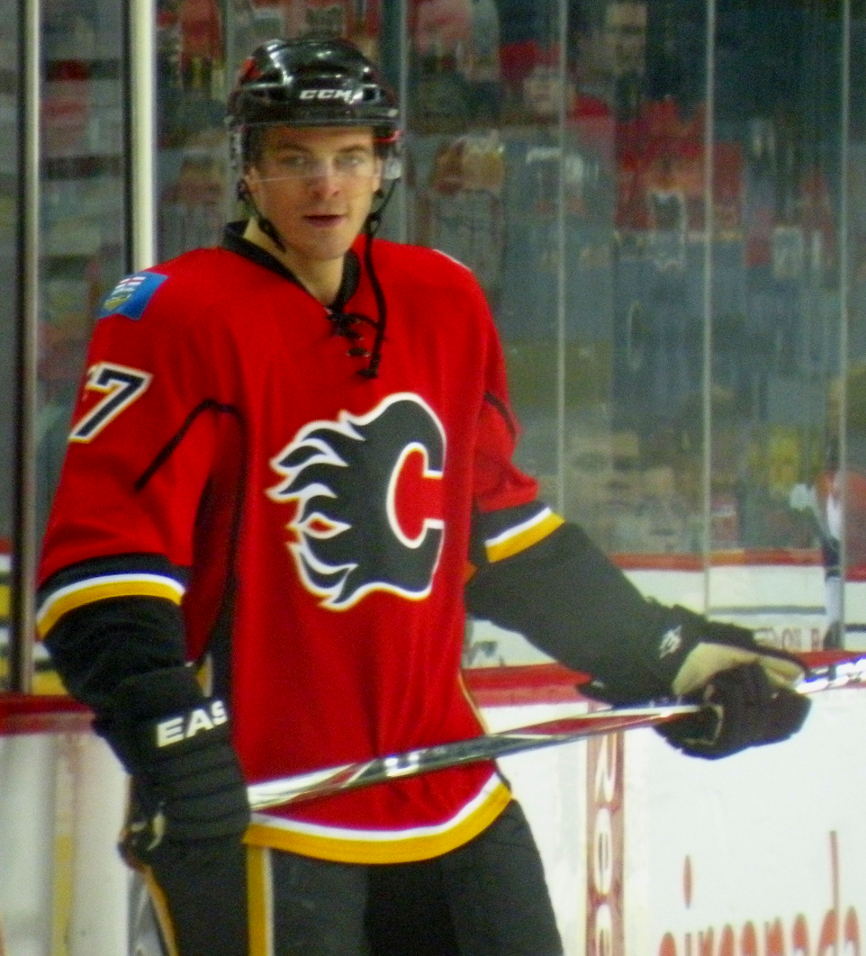
Lance Bouma byl draftován ze 78. místa v roce 2008.

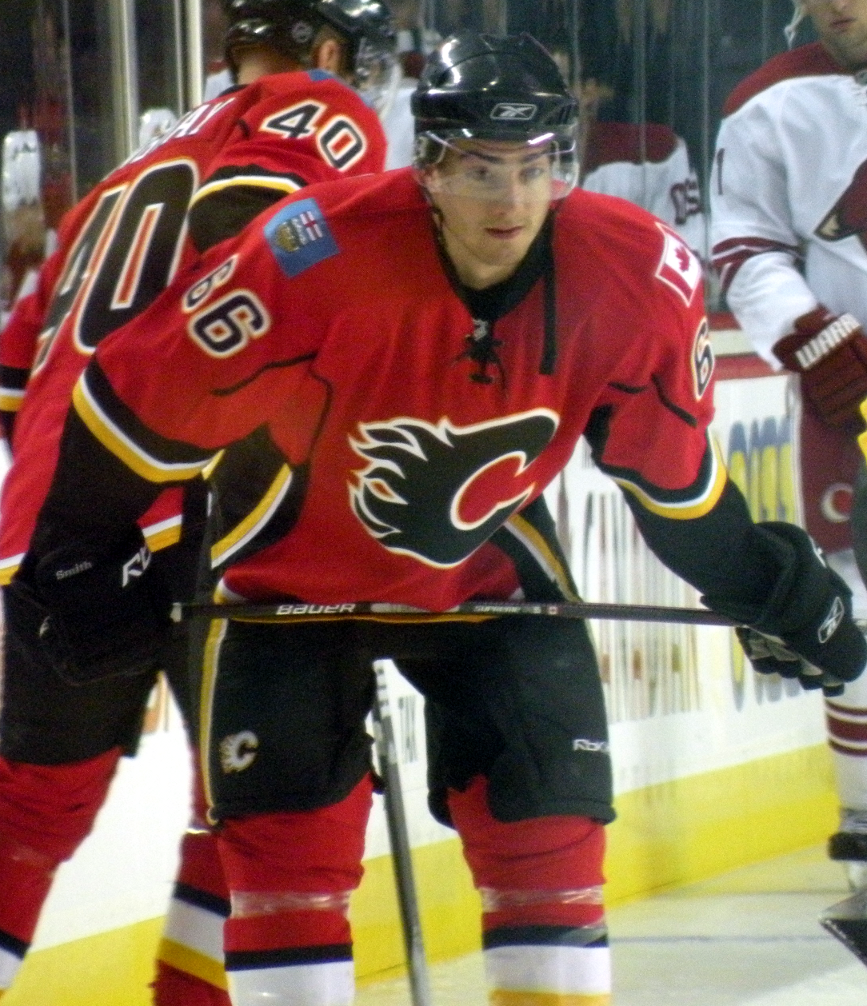
T.J. Brodie byl draftován z 114. místa v roce 2008.

|  | Hráči kteří hráli nejméně jeden zápas v NHL |
|  | Hráči kteří si zahráli v NHL All-Star Game  |

| Rok  | Kolo | Místo | Hráč                | Pozice               |
| ---- | ---- | ----- | ------------------- | -------------------- |
| 1980 | 1    | 13    | Dennis Cyr          | Pravé křídlo         |
| 1980 | 2    | 31    | Tony Curtale        | Obránce              |
| 1980 | 2    | 32    | Kevin LaVallee      | Útočník              |
| 1980 | 2    | 39    | Steve Konroyd       | Obránce              |
| 1980 | 4    | 76    | Marc Roy            | Pravé křídlo         |
| 1980 | 5    | 97    | Randy Turnbull      | Obránce              |
| 1980 | 6    | 118   | John Multan         | Pravé křídlo         |
| 1980 | 7    | 139   | Dave Newsom         | Levé křídlo          |
| 1980 | 8    | 160   | Claude Drouin       | Centr                |
| 1980 | 9    | 181   | Håkan Loob          | Útočník              |
| 1980 | 10   | 202   | Steven Fletcher     | Levé křídlo          |
| 1981 | 1    | 15    | Al MacInnis         | Obránce              |
| 1981 | 3    | 56    | Mike Vernon         | Brankář              |
| 1981 | 4    | 78    | Peter Madach        | Centr                |
| 1981 | 5    | 99    | Mario Simioni       | Útočník              |
| 1981 | 6    | 120   | Todd Hooey          | Útočník              |
| 1981 | 7    | 141   | Rick Heppner        | Obránce              |
| 1981 | 8    | 162   | Dale DeGray         | Obránce              |
| 1981 | 9    | 183   | George Boudreau     | Obránce              |
| 1981 | 10   | 204   | Bruce Eakin         | Útočník              |
| 1982 | 2    | 29    | Dave Reierson       | Obránce              |
| 1982 | 3    | 51    | Jim Laing           | Obránce              |
| 1982 | 4    | 65    | Dave Meszaros       | Brankář              |
| 1982 | 4    | 72    | Mark Lamb           | Centr                |
| 1982 | 5    | 93    | Lou Kiriakou        | Obránce              |
| 1982 | 6    | 114   | Jeff Vaive          | Centr                |
| 1982 | 6    | 118   | Mats Kihlstrom      | Obránce              |
| 1982 | 7    | 135   | Brad Ramsden        | Centr                |
| 1982 | 8    | 156   | Roy Myllari         | Obránce              |
| 1982 | 9    | 177   | Ted Pearson         | Útočník              |
| 1982 | 10   | 198   | Jim Uens            | Centr                |
| 1982 | 11   | 219   | Rick Erdall         | Centr                |
| 1982 | 12   | 240   | Dale Thompson       | Pravé křídlo         |
| 1983 | 1    | 13    | Dan Quinn           | Centr                |
| 1983 | 3    | 51    | Brian Bradley       | Centr                |
| 1983 | 3    | 55    | Perry Berezan       | Centr                |
| 1983 | 4    | 66    | John Bekkers        | Útočník              |
| 1983 | 4    | 71    | Kevan Guy           | Obránce              |
| 1983 | 4    | 77    | Bill Claviter       | Levé křídlo          |
| 1983 | 5    | 91    | Igor Liba           | Levé křídlo          |
| 1983 | 6    | 111   | Grant Blair         | Brankář              |
| 1983 | 7    | 131   | Jeff Hogg           | Brankář              |
| 1983 | 8    | 151   | Chris MacDonald     | Obránce              |
| 1983 | 9    | 171   | Rob Kivell          | Obránce              |
| 1983 | 10   | 191   | Tom Pratt           | Obránce              |
| 1983 | 11   | 211   | Jaroslav Benák      | Obránce              |
| 1983 | 12   | 231   | Sergej Makarov      | Pravé křídlo         |
| 1984 | 1    | 12    | Gary Roberts        | Levé křídlo          |
| 1984 | 2    | 33    | Ken Sabourin        | Obránce              |
| 1984 | 2    | 38    | Paul Ranheim        | Levé křídlo          |
| 1984 | 4    | 75    | Petr Rosol          | Pravé křídlo         |
| 1984 | 5    | 96    | Joel Paunio         | Levé křídlo          |
| 1984 | 6    | 117   | Brett Hull          | Pravé křídlo         |
| 1984 | 7    | 138   | Kevan Melrose       | Obránce              |
| 1984 | 8    | 159   | Jiří Hrdina         | Centr                |
| 1984 | 9    | 180   | Gary Suter          | Obránce              |
| 1984 | 10   | 200   | Petr Růčka          | Centr                |
| 1984 | 11   | 221   | Stefan Jonsson      | Obránce              |
| 1984 | 12   | 241   | Rudolf Suchánek     | Obránce              |
| 1985 | 1    | 17    | Chris Biotti        | Obránce              |
| 1985 | 2    | 27    | Joe Nieuwendyk      | Centr                |
| 1985 | 2    | 38    | Jeff Wenaas         | Centr                |
| 1985 | 3    | 59    | Lane MacDonald      | Levé křídlo          |
| 1985 | 4    | 80    | Roger Johansson     | Obránce              |
| 1985 | 5    | 101   | Esa Keskinen        | Obránce              |
| 1985 | 6    | 122   | Tim Sweeney         | Levé křídlo          |
| 1985 | 7    | 143   | Stu Grimson         | Levé křídlo          |
| 1985 | 8    | 164   | Nate Smith          | Obránce              |
| 1985 | 9    | 185   | Darryl Olsen        | Obránce              |
| 1985 | 10   | 206   | Peter Romberg       | Obránce              |
| 1985 | 11   | 227   | Alexandr Koževnikov | Útočník              |
| 1985 | 12   | 248   | Bill Gregoire       | Obránce              |
| 1986 | 1    | 16    | George Pelawa       | Útočník              |
| 1986 | 2    | 37    | Brian Glynn         | Obránce              |
| 1986 | 4    | 79    | Tom Quinlan         | Pravé křídlo         |
| 1986 | 5    | 100   | Scott Bloom         | Levé křídlo          |
| 1986 | 6    | 121   | John Parker         | Centr                |
| 1986 | 7    | 142   | Rick Lessard        | Obránce              |
| 1986 | 8    | 163   | Mark Olsen          | Obránce              |
| 1986 | 9    | 184   | Scott Sharples      | Brankář              |
| 1986 | 10   | 205   | Doug Pickel         | Levé křídlo          |
| 1986 | 11   | 226   | Anders Lindstrom    | Centr                |
| 1986 | 12   | 247   | Antonín Stavjaňa    | Obránce              |
| 1987 | 1    | 19    | Bryan Deasley       | Levé křídlo          |
| 1987 | 2    | 25    | Stephane Matteau    | Levé křídlo          |
| 1987 | 2    | 40    | Kevin Grant         | Obránce              |
| 1987 | 3    | 61    | Scott Mahoney       | Pravé křídlo         |
| 1987 | 4    | 70    | Tim Harris          | Pravé křídlo         |
| 1987 | 5    | 103   | Tim Corkery         | Obránce              |
| 1987 | 6    | 124   | Joe Aloi            | Obránce              |
| 1987 | 7    | 145   | Peter Ciavaglia     | Centr                |
| 1987 | 8    | 166   | Theoren Fleury      | Pravé křídlo         |
| 1987 | 9    | 187   | Mark Osiecki        | Obránce              |
| 1987 | 10   | 208   | Bill Sedergren      | Obránce              |
| 1987 | 11   | 229   | Peter Hasselblad    | Obránce              |
| 1987 | 12   | 250   | Magnus Svensson     | Obránce              |
| 1988 | 1    | 21    | Jason Muzzatti      | Brankář              |
| 1988 | 2    | 42    | Todd Harkins        | Centr                |
| 1988 | 4    | 84    | Gary Socha          | Centr                |
| 1988 | 5    | 85    | Tomas Forslund      | Pravé křídlo         |
| 1988 | 5    | 90    | Scott Matusovich    | Obránce              |
| 1988 | 6    | 126   | Jonas Bergqvist     | Pravé křídlo         |
| 1988 | 7    | 147   | Stefan Nilsson      | Levé křídlo          |
| 1988 | 8    | 168   | Troy Kennedy        | Levé křídlo          |
| 1988 | 9    | 189   | Brett Petersen      | Obránce              |
| 1988 | 10   | 210   | Guy Darveau         | Obránce              |
| 1988 | 11   | 231   | Dave Tretowicz      | Obránce              |
| 1988 | 12   | 252   | Sergej Prahin       | Pravé křídlo         |
| 1989 | 2    | 24    | Kent Manderville    | Centr                |
| 1989 | 2    | 42    | Ted Drury           | Centr                |
| 1989 | 3    | 50    | Veli-Pekka Kautonen | Obránce              |
| 1989 | 3    | 63    | Corey Lyons         | Pravé křídlo         |
| 1989 | 4    | 70    | Robert Reichel      | Centr                |
| 1989 | 4    | 84    | Ryan O'Leary        | Centr                |
| 1989 | 5    | 105   | Toby Kearney        | Levé křídlo          |
| 1989 | 7    | 147   | Alex Nikolic        | Levé křídlo          |
| 1989 | 8    | 168   | Kevin Wortman       | Obránce              |
| 1989 | 9    | 189   | Sergej Gomoljako    | Pravé křídlo         |
| 1989 | 10   | 210   | Dan Sawyer          | Obránce              |
| 1989 | 11   | 231   | Alexandr Judin      | Obránce              |
| 1989 | 12   | 252   | Kenneth Kennholt    | Obránce              |
| 1990 | 1    | 11    | Trevor Kidd         | Brankář              |
| 1990 | 2    | 26    | Nicolas Perreault   | Obránce              |
| 1990 | 2    | 32    | Vesa Viitakoski     | Levé křídlo          |
| 1990 | 2    | 41    | Etienne Belzile     | Obránce              |
| 1990 | 3    | 62    | Glen Mears          | Obránce              |
| 1990 | 4    | 83    | Paul Kruse          | Levé křídlo          |
| 1990 | 6    | 125   | Chris Tschupp       | Levé křídlo          |
| 1990 | 7    | 146   | Dmitrij Frolov      | Obránce              |
| 1990 | 8    | 167   | Shawn Murray        | Brankář              |
| 1990 | 9    | 188   | Michael Murray      | Pravé křídlo         |
| 1990 | 10   | 209   | Rob Sumner          | Obránce              |
| 1990 | 12   | 251   | Leo Gudas           | Obránce              |
| 1991 | 1    | 19    | Niklas Sundblad     | Pravé křídlo         |
| 1991 | 2    | 41    | François Groleau    | Obránce              |
| 1991 | 3    | 52    | Sandy McCarthy      | Pravé křídlo         |
| 1991 | 3    | 63    | Brian Caruso        | Levé křídlo          |
| 1991 | 4    | 85    | Steve Magnusson     | Centr                |
| 1991 | 5    | 107   | Jerome Butler       | Brankář              |
| 1991 | 6    | 129   | Bobby Marshall      | Obránce              |
| 1991 | 7    | 140   | Matt Hoffman        | Centr                |
| 1991 | 7    | 151   | Kelly Harper        | Pravé křídlo         |
| 1991 | 8    | 173   | David St. Pierre    | Centr                |
| 1991 | 9    | 195   | David Struch        | Centr                |
| 1991 | 10   | 217   | Sergej Zolotov      | Levé křídlo          |
| 1991 | 11   | 239   | Marko Jantunen      | Pravé křídlo         |
| 1991 | 12   | 261   | Andrej Trefilov     | Brankář              |
| 1992 | 1    | 6     | Cory Stillman       | Centr                |
| 1992 | 2    | 30    | Chris O'Sullivan    | Obránce              |
| 1992 | 3    | 54    | Mathias Johansson   | Levé křídlo          |
| 1992 | 4    | 78    | Róbert Švehla       | Obránce              |
| 1992 | 5    | 102   | Sami Helenius       | Obránce              |
| 1992 | 6    | 126   | Ravil Jakubov       | Obránce              |
| 1992 | 6    | 129   | Joel Bouchard       | Obránce              |
| 1992 | 7    | 150   | Pavel Rajnoha       | Obránce              |
| 1992 | 8    | 174   | Ryan Mulhern        | Pravé křídlo         |
| 1992 | 9    | 198   | Brandon Carper      | Obránce              |
| 1992 | 10   | 222   | Jonas Hoglund       | Levé křídlo          |
| 1992 | 11   | 246   | Andrej Potajčuk     | Pravé křídlo         |
| 1993 | 1    | 18    | Jesper Mattsson     | Pravé křídlo         |
| 1993 | 2    | 44    | Jamie Allison       | Obránce              |
| 1993 | 3    | 70    | Dan Tompkins        | Útočník              |
| 1993 | 4    | 95    | Jason Smith         | Obránce              |
| 1993 | 4    | 96    | Marty Murray        | Centr                |
| 1993 | 5    | 121   | Darryl LaFrance     | Pravé křídlo         |
| 1993 | 5    | 122   | John Emmons         | Centr                |
| 1993 | 6    | 148   | Andreas Karlsson    | Centr                |
| 1993 | 8    | 200   | Derek Sylvester     | Pravé křídlo         |
| 1993 | 10   | 252   | German Titov        | Centr                |
| 1993 | 11   | 278   | Burke Murphy        | Pravé křídlo         |
| 1994 | 1    | 19    | Chris Dingman       | Levé křídlo          |
| 1994 | 2    | 45    | Dmitrij Rjabkin     | Obránce              |
| 1994 | 3    | 77    | Chris Clark         | Pravé křídlo         |
| 1994 | 4    | 91    | Ryan Duthie         | Centr                |
| 1994 | 4    | 97    | Johan Finnstrom     | točník               |
| 1994 | 5    | 107   | Nils Ekman          | Pravé křídlo         |
| 1994 | 5    | 123   | Frank Appel         | Obránce              |
| 1994 | 6    | 149   | Patrik Haltia       | Brankář              |
| 1994 | 7    | 175   | Ladislav Kohn       | Pravé křídlo         |
| 1994 | 8    | 201   | Keith McCambridge   | Obránce              |
| 1994 | 9    | 227   | Jörgen Jönsson      | Centr                |
| 1994 | 10   | 253   | Mike Peluso         | Pravé křídlo         |
| 1994 | 11   | 279   | Pavel Torgajev      | Centr                |
| 1995 | 1    | 20    | Dennis Gauthier     | Obránce              |
| 1995 | 2    | 46    | Pavel Smirnov       | Útočník              |
| 1995 | 3    | 72    | Rocky Thompson      | Pravé křídlo         |
| 1995 | 4    | 98    | Jan Labraaten       | Pravé křídlo         |
| 1995 | 6    | 150   | Clarke Wilm         | Centr                |
| 1995 | 7    | 176   | Ryan Gillis         | Obránce              |
| 1995 | 9    | 233   | Steve Shirreffs     | Obránce              |
| 1996 | 1    | 13    | Derek Morris        | Obránce              |
| 1996 | 2    | 39    | Travis Brigley      | Levé křídlo          |
| 1996 | 2    | 40    | Steve Bégin         | Centr                |
| 1996 | 3    | 73    | Dmitrij Vlasenkov   | Levé křídlo          |
| 1996 | 4    | 89    | Toni Lydman         | Obránce              |
| 1996 | 4    | 94    | Christian Lefebvre  | Obránce              |
| 1996 | 5    | 122   | Josef Straka        | Centr                |
| 1996 | 8    | 202   | Ryan Wade           | Útočník              |
| 1996 | 9    | 228   | Ronald Petrovický   | Pravé křídlo         |
| 1997 | 1    | 6     | Daniel Tkaczuk      | Centr                |
| 1997 | 2    | 32    | Evan Lindsay        | Brankář              |
| 1997 | 2    | 42    | John Tripp          | Pravé křídlo         |
| 1997 | 2    | 51    | Dmitrij Kokorev     | Obránce              |
| 1997 | 3    | 60    | Derek Schultz       | Centr                |
| 1997 | 3    | 70    | Erik Andersson      | Levé křídlo          |
| 1997 | 4    | 92    | Chris St. Croix     | Obránce              |
| 1997 | 4    | 100   | Ryan Ready          | Levé křídlo          |
| 1997 | 5    | 113   | Martin Moise        | Pravé křídlo         |
| 1997 | 6    | 140   | Ilja Demidov        | Obránce              |
| 1997 | 7    | 167   | Jeremy Rondeau      | Levé křídlo          |
| 1997 | 9    | 223   | Dustin Paul         | Pravé křídlo         |
| 1998 | 1    | 6     | Rico Fata           | Pravé křídlo         |
| 1998 | 2    | 33    | Blair Betts         | Centr                |
| 1998 | 3    | 62    | Paul Manning        | Obránce              |
| 1998 | 4    | 102   | Shaun Sutter        | Pravé křídlo         |
| 1998 | 4    | 108   | Dany Sabourin       | Brankář              |
| 1998 | 5    | 120   | Brent Gauvreau      | Pravé křídlo         |
| 1998 | 7    | 192   | Radek Duda          | Pravé křídlo         |
| 1998 | 8    | 206   | Jonas Frogren       | Obránce              |
| 1998 | 9    | 234   | Kevin Mitchell      | Obránce              |
| 1999 | 1    | 11    | Oleg Saprykin       | Levé křídlo          |
| 1999 | 2    | 38    | Dan Cavanaugh       | Centr                |
| 1999 | 3    | 77    | Craig Anderson      | Brankář              |
| 1999 | 4    | 106   | Rail Rozakov        | Obránce              |
| 1999 | 5    | 135   | Matt Doman          | Útočník              |
| 1999 | 6    | 153   | Jesse Cook          | Obránce              |
| 1999 | 6    | 166   | Cory Pecker         | Obránce              |
| 1999 | 6    | 170   | Matt Underhill      | Brankář              |
| 1999 | 7    | 190   | Blair Stayzer       | Levé křídlo          |
| 1999 | 9    | 252   | Dmitri Kirilenko    | Pravé křídlo         |
| 2000 | 1    | 9     | Brent Krahn         | Brankář              |
| 2000 | 2    | 40    | Kurtis Foster       | Obránce              |
| 2000 | 2    | 46    | Jarret Stoll        | Centr                |
| 2000 | 4    | 116   | Levente Szuper      | Brankář              |
| 2000 | 5    | 141   | Wade Davis          | Obránce              |
| 2000 | 5    | 155   | Travis Moen         | Levé a pravé křídlo  |
| 2000 | 6    | 176   | Jukka Hentunen      | Pravé křídlo         |
| 2000 | 8    | 239   | David Hájek         | Obránce              |
| 2000 | 9    | 270   | Micki DuPont        | Obránce              |
| 2001 | 1    | 14    | Chuck Kobasew       | Pravé křídlo         |
| 2001 | 2    | 41    | Andrej Taratuchin   | Centr                |
| 2001 | 2    | 56    | Andrej Medveděv     | Brankář              |
| 2001 | 4    | 108   | Tomi Mäki           | Pravé křídlo         |
| 2001 | 4    | 124   | Jegor Šastin        | Útočník              |
| 2001 | 5    | 145   | James Hakewill      | Obránce              |
| 2001 | 5    | 164   | Jurij Trubačov      | Centr                |
| 2001 | 7    | 207   | Garrett Bembridge   | Pravé křídlo         |
| 2001 | 7    | 220   | David Moss          | Pravé křídlo         |
| 2001 | 8    | 233   | Joe Campbell        | Obránce              |
| 2001 | 8    | 251   | Ville Hamalainen    | Pravé křídlo         |
| 2002 | 1    | 10    | Eric Nystrom        | Levé křídlo          |
| 2002 | 2    | 39    | Brian McConnell     | Útočník              |
| 2002 | 3    | 90    | Matthew Lombardi    | Centr                |
| 2002 | 4    | 112   | Jurij Artěmenkov    | Pravé křídlo         |
| 2002 | 5    | 141   | Jiří Cetkovský      | Pravé křídlo         |
| 2002 | 5    | 142   | Emanuel Peter       | Centr                |
| 2002 | 5    | 146   | Viktor Bobrov       | Levé křídlo          |
| 2002 | 5    | 159   | Kristofer Persson   | Pravé křídlo         |
| 2002 | 6    | 176   | Curtis McElhinney   | Brankář              |
| 2002 | 7    | 202   | David Van der Gulik | Pravé křídlo         |
| 2002 | 7    | 207   | Pierre Johnsson     | Pravé křídlo         |
| 2002 | 8    | 238   | Jyri Marttinen      | Obránce              |
| 2003 | 1    | 9     | Dion Phaneuf        | Obránce              |
| 2003 | 2    | 39    | Tim Ramholt         | Obránce              |
| 2003 | 3    | 97    | Ryan Donally        | Levé křídlo          |
| 2003 | 4    | 112   | Jamie Tardif        | Pravé křídlo         |
| 2003 | 5    | 143   | Greg Moore          | Pravé křídlo         |
| 2003 | 6    | 173   | Tyler Johnson       | Centr                |
| 2003 | 7    | 206   | Thomas Bellemare    | Obránce              |
| 2003 | 8    | 240   | Cam Cunning         | Levé křídlo          |
| 2003 | 9    | 270   | Kevin Harvey        | Levé křídlo          |
| 2004 | 1    | 24    | Kris Chucko         | Levé křídlo          |
| 2004 | 3    | 70    | Brandon Prust       | Levé křídlo          |
| 2004 | 3    | 98    | Dustin Boyd         | Centr                |
| 2004 | 4    | 118   | Aki Seitsonen       | Centr                |
| 2004 | 4    | 121   | Kris Hogg           | Levé křídlo          |
| 2004 | 6    | 173   | Adam Pardy          | Obránce              |
| 2004 | 6    | 182   | Fred Wikner         | Pravé křídlo         |
| 2004 | 7    | 200   | Matthew Schneider   | Centr                |
| 2004 | 7    | 213   | James Spratt        | Brankář              |
| 2004 | 9    | 279   | Adam Cracknell      | Pravé křídlo         |
| 2005 | 1    | 26    | Matt Pelech         | Obránce              |
| 2005 | 3    | 69    | Gord Baldwin        | Obránce              |
| 2005 | 3    | 74    | Dan Ryder           | Centr                |
| 2005 | 4    | 111   | J. D. Watt          | Pravé křídlo         |
| 2005 | 5    | 128   | Kevin Lalande       | Brankář              |
| 2005 | 5    | 158   | Matt Keetley        | Brankář              |
| 2005 | 6    | 179   | Brett Sutter        | Centr a levé křídlo  |
| 2005 | 7    | 221   | Myles Rumsey        | Obránce              |
| 2006 | 1    | 26    | Leland Irving       | Brankář              |
| 2006 | 3    | 87    | John Armstrong      | Centr                |
| 2006 | 3    | 89    | Aaron Marvin        | Centr                |
| 2006 | 4    | 118   | Hugo Carpentier     | Centr                |
| 2006 | 5    | 149   | Juuso Puustinen     | Pravé křídlo         |
| 2006 | 6    | 179   | Jordan Fulton       | Centr                |
| 2006 | 7    | 187   | Devin DiDiomete     | Levé křídlo          |
| 2006 | 7    | 209   | Per Jonsson         | Obránce              |
| 2007 | 1    | 24    | Mikael Backlund     | Centr                |
| 2007 | 3    | 70    | John Negrin         | Obránce              |
| 2007 | 4    | 116   | Keith Aulie         | Obránce              |
| 2007 | 5    | 143   | Mickey Renaud       | Centr                |
| 2007 | 7    | 186   | C. J. Severyn       | Levé křídlo          |
| 2008 | 1    | 25    | Greg Nemisz         | Centr a pravé křídlo |
| 2008 | 2    | 48    | Mitch Wahl          | Centr                |
| 2008 | 3    | 78    | Lance Bouma         | Centr a levé křídlo  |
| 2008 | 4    | 108   | Nick Larson         | Levé křídlo          |
| 2008 | 4    | 114   | T. J. Brodie        | Obránce              |
| 2008 | 6    | 168   | Ryley Grantham      | Centr                |
| 2008 | 7    | 198   | Alexander Deilert   | Obránce              |
| 2009 | 1    | 23    | Tim Erixon          | Obránce              |
| 2009 | 3    | 74    | Ryan Howse          | Levé křídlo          |
| 2009 | 4    | 111   | Henrik Björklund    | Pravé křídlo         |
| 2009 | 5    | 141   | Spencer Bennett     | Levé křídlo          |
| 2009 | 6    | 171   | Joni Ortio          | Brankář              |
| 2009 | 7    | 201   | Gaelan Patterson    | Centr                |
| 2010 | 3    | 64    | Maxwell Reinhart    | Centr                |
| 2010 | 3    | 73    | Joey Leach          | Obránce              |
| 2010 | 4    | 103   | John Ramage         | Obránce              |
| 2010 | 4    | 108   | Bill Arnold         | Centr                |
| 2010 | 5    | 133   | Michael Ferland     | Levé křídlo          |
| 2010 | 7    | 193   | Patrick Holland     | Pravé křídlo         |
| 2011 | 1    | 13    | Sven Bärtschi       | Levé křídlo          |
| 2011 | 2    | 45    | Markus Granlun      | Centr                |
| 2011 | 2    | 57    | Tyler Wotherspoon   | Obránce              |
| 2011 | 4    | 104   | John Gaudreau       | Levé křídlo          |
| 2011 | 6    | 164   | Laurent Brossoit    | Brankář              |
| 2012 | 1    | 21    | Mark Jankowski      | Centr                |
| 2012 | 2    | 42    | Patrick Sieloff     | Obránce              |
| 2012 | 3    | 75    | Jon Gillies         | Brankář              |
| 2012 | 4    | 105   | Brett Kulak         | Obránce              |
| 2012 | 5    | 124   | Ryan Culkin         | Obránce              |
| 2012 | 6    | 165   | Coda Gordon         | Levé křídlo          |
| 2012 | 7    | 186   | Matt DeBlouw        | Centr                |

## Souvislé články
- Seznam hokejistů draftovaných týmem Atlanta Flames